# Паташ (Караш-Северин)
Паташ (рум. Pătaș) насеље је у Румунији у округу Караш-Северин у општини Пригор. Oпштина се налази на надморској висини од 287 m.

## Прошлост
Аустријски царски ревизор Ерлер је 1774. године констатовао да место припада Алмажком округу, Оршавског дистрикта. Село има милитарски статус а становништво је било претежно влашко. Када је 1797. године пописан православни клир у "Петершу" је био само један свештеник. Био је то парох поп Марјан Стојановић стар 60 година, са знањем српског и румунског језика, који је у то време био суспендован. У месту је у 19. веку постојала православна парохија подређена Мехадијском протопрезвирату. Ту је 1824. године парох Србин, поп Петар Поповић и Румун, ђакон Георгиј Серафим.

## Становништво
Према подацима из 2002. године у насељу је живело 682 становника.

### Попис2002.
| Расподела становништва по националности 2002.‍ | Расподела становништва по националности 2002.‍ | Расподела становништва по националности 2002.‍ | Расподела становништва по националности 2002.‍ | Расподела становништва по националности 2002.‍ |
| --------------------------------------------- | --------------------------------------------- | --------------------------------------------- | --------------------------------------------- | --------------------------------------------- |
|                                               |                                               |                                               |                                               |                                               |
| Румуни                                        | Румуни                                        |                                               | 657                                           | 96,6%                                         |
| Роми                                          | Роми                                          |                                               | 23                                            | 3,4%                                          |